# Quaestus asturicus
Quaestus asturicus es una especie de escarabajo del género Quaestus, familia Leiodidae. Fue descrita por Javier Fresneda y Salgado en 2001.